# Torneo Clausura 2022 de Segunda División de Costa Rica
El Torneo Clausura 2022 fue la edición 91.° del campeonato de liga de la Segunda División del fútbol costarricense, que concluye la temporada 2021-22.

## Sistema de competición
El torneo del Liga de Ascenso, está conformado en dos partes:
- Fase de clasificación: Se integra por las 18 jornadas del torneo.
- Fase final: Se integra por los partidos de cuartos de final, semifinal y final.

### Fase de clasificación
En la fase de clasificación se observará el sistema de puntos. La ubicación en la tabla general está sujeta a lo siguiente:
- Por juego ganado se obtendrán tres puntos.
- Por juego empatado se obtendrá un punto.
- Por juego perdido no se otorgan puntos.

En esta fase participan los 17 clubes de la Liga de Ascenso jugando en el torneo 18 jornadas respectivas, a visita recíproca según el grupo que pertenece.
El orden de los clubes al final de la fase de calificación del torneo corresponderá a la suma de los puntos obtenidos por cada uno de ellos y se presentará en forma descendente. Si al finalizar las 18 jornadas del torneo, dos o más clubes estuviesen empatados en puntos, su posición en la tabla general será determinada atendiendo a los siguientes criterios de desempate:
1. Mayor diferencia positiva general de goles. Este resultado se obtiene mediante la sumatoria de los goles anotados a todos los rivales, en cada campeonato menos los goles recibidos de estos.
2. Mayor cantidad de goles a favor, anotados a todos los rivales dentro de la misma competencia.
3. Mejor puntuación particular que hayan conseguido en las confrontaciones particulares entre ellos mismos.
4. Mayor diferencia positiva particular de goles, la cual se obtiene sumando los goles de los equipos empatados y restándole los goles recibidos.
5. Mayor cantidad de goles a favor que hayan conseguido en las confrontaciones entre ellos mismos.
6. Como última alternativa, el comité de competición realizaría un sorteo para el desempate.

### Fase final
Los ocho clubes calificados para esta fase del torneo serán reubicados de acuerdo con el lugar que ocupen en la tabla al término de la jornada 18, con los puestos del número uno hasta el cuatro de cada grupo. Los partidos a esta fase se desarrollarán a visita recíproca, en las siguientes etapas:
- Cuartos de final
- Semifinales
- Final

Los clubes vencedores en los partidos de cuartos de final y semifinal serán aquellos que en los dos juegos anoten el mayor número de goles. El club vencedor de la final y por lo tanto campeón, será aquel que en los dos partidos anote el mayor número de goles. Para todas las series, si al término del tiempo reglamentario el partido está empatado, se agregarán dos tiempos extras de 15 minutos cada uno. De persistir el empate en estos periodos, se procederá a lanzar tiros penales hasta que resulte un vencedor.
Los partidos de cuartos de final se jugarán de la siguiente manera:

## Equipos participantes

### Equipos por provincia
Para la temporada 2021-22, la provincia con más equipos en la Segunda División es San José con seis.
| Uruguay Carmelita Turrialba Puntarenas Marineros Liberia Consultants Garabito Barrio México Golfito Palmares Aserrí Santa Ana San José Escorpiones Cariari Limón Black Star |

| Provincia  | N.º | Equipos                                                                  |
| ---------- | --- | ------------------------------------------------------------------------ |
| San José   | 6   | Aserrí, Barrio México, Fútbol Consultants, San José, Santa Ana y Uruguay |
| Puntarenas | 4   | Garabito, Golfito, Puntarenas y Marineros                                |
| Alajuela   | 2   | Carmelita y COFUTPA                                                      |
| Limón      | 2   | Cariari y Limón                                                          |
| Heredia    | 1   | Escorpiones                                                              |
| Guanacaste | 1   | Liberia                                                                  |
| Cartago    | 1   | Turrialba                                                                |

### Información de los equipos
| Equipo           | Ciudad       | Entrenador            | Fundación      | Estadio                | Aforo | Transmisión |
| ---------------- | ------------ | --------------------- | -------------- | ---------------------- | ----- | ----------- |
| Aserrí           | Aserrí       | Ricardo Arguedas      | 1940 (85 años) | ST Center              | 2 500 |             |
| Barrio México    | Pavas        | Bandera de Costa Rica | 1948 (76 años) | Ernesto Rohrmoser      | 3 000 |             |
| Cariari          | Cariari      | Ronald Mora           | 1972 (53 años) | Ebal Rodríguez         | 3 300 |             |
| Carmelita        | Alajuela     | Vinicio Alvarado      | 1948 (76 años) | Rafael Bolaños         | 2 400 |             |
| COFUTPA          | Palmares     | Rolando Araya         | 2012 (13 años) | "Palmareño" Solís      | 4 000 |             |
| Consultants      | Desamparados | Edson Soto            | 2017 (7 años)  | "Cuty" Monge           | 5 500 |             |
| Escorpiones      | Belén        | Andrés Arias          | 2021 (3 años)  | Polideportivo de Belén | 4 500 |             |
| Garabito         | Garabito     | Mario Reig            | 2019 (6 años)  | Municipal de Garabito  | 3 000 |             |
| Golfito          | Golfito      | ?                     | 2011 (14 años) | Fortunato Atencio      | 2 500 |             |
| Liberia          | Liberia      | Minor Díaz            | 1977 (47 años) | Edgardo Baltodano      | 5 797 |             |
| Limón Black Star | Limón        | Gustavo Martínez      | 2020 (2 años)  | Juan Gobán             | 2 349 |             |
| Puntarenas       | Puntarenas   | Horacio Esquivel      | 2004 (20 años) | "Lito" Pérez           | 4 105 |             |
| San José         | Pavas        | Alexander José Vargas | 2021 (3 años)  | Ernesto Rohrmoser      | 2 500 |             |
| Santa Ana        | Santa Ana    | Luis José Herra       | 1993 (32 años) | Piedades de Santa Ana  | 2 000 |             |
| Turrialba        | Turrialba    | Douglas Brenes        | 1940 (84 años) | Rafael Camacho         | 4 500 |             |
| Uruguay          | San Isidro   | Cristian Salomón      | 1936 (89 años) | El Labrador            | 2 500 |             |

Datos actualizados al 15 de enero de 2022.

## Fase de clasificación

### Tabla de posiciones

#### Grupo A
| Pos. | Equipo                  | Pts. | PJ | G  | E | P | GF | GC | Dif. |  |
| ---- | ----------------------- | ---- | -- | -- | - | - | -- | -- | ---- |  |
| 1    | Municipal Liberia       | 31   | 14 | 10 | 1 | 3 | 25 | 11 | +14  |  |
| 2    | Puntarenas F. C.        | 30   | 14 | 9  | 3 | 2 | 29 | 12 | +17  |  |
| 3    | A. D. Carmelita         | 25   | 14 | 8  | 1 | 5 | 29 | 19 | +10  |  |
| 4    | San José F. C.          | 19   | 14 | 6  | 1 | 7 | 25 | 21 | +4   |  |
| 5    | Escorpiones de Belén    | 17   | 14 | 5  | 2 | 7 | 25 | 27 | −2   |  |
| 6    | Marineros de Puntarenas | 14   | 13 | 4  | 2 | 7 | 15 | 26 | −11  |  |
| 7    | A. D. COFUTPA           | 14   | 14 | 4  | 2 | 8 | 13 | 29 | −16  |  |
| 8    | Municipal Garabito      | 8    | 13 | 2  | 2 | 9 | 14 | 30 | −16  |  |

Actualizado a los partidos jugados el 24 de abril de 2022.
 Fuente: Liga de Ascenso
|  | Clasifica a cuartos de final. |
|  | Último lugar.                 |

#### Grupo B
| Pos. | Equipo                    | Pts. | PJ | G | E | P | GF | GC | Dif. |  |
| ---- | ------------------------- | ---- | -- | - | - | - | -- | -- | ---- |  |
| 1    | Municipal Santa Ana       | 28   | 15 | 7 | 7 | 1 | 21 | 7  | +14  |  |
| 2    | Aserrí F. C.              | 26   | 15 | 7 | 5 | 3 | 31 | 17 | +14  |  |
| 3    | C. S. Uruguay de Coronado | 26   | 15 | 7 | 5 | 3 | 30 | 16 | +14  |  |
| 4    | Fútbol Consultants        | 23   | 15 | 6 | 5 | 4 | 26 | 21 | +5   |  |
| 5    | A. D. Cariari             | 22   | 15 | 6 | 4 | 5 | 26 | 25 | +1   |  |
| 6    | A. D. C. Barrio México    | 21   | 15 | 5 | 6 | 4 | 26 | 18 | +8   |  |
| 7    | Puerto Golfito F. C.      | 15   | 15 | 4 | 3 | 8 | 14 | 31 | −17  |  |
| 8    | Municipal Turrialba       | 11   | 15 | 2 | 5 | 8 | 16 | 31 | −15  |  |
| 9    | Limón F.C. (*)            | 0    | 8  | 0 | 0 | 8 | 0  | 24 | −24  |  |

Actualizado a los partidos jugados el 24 de abril de 2022.
 Fuente: Liga de Ascenso
(*) Desafiliado y descendido a Linafa
|  | Clasifica a cuartos de final. |
|  | Último lugar.                 |

### Evolución de la clasificación
| Jornada                   | 1 | 2 | 3 | 4 | 5 | 6 | 7 | 8 | 9 | 10 | 11 | 12 | 13 | 14 | 15 | 16 | 17 | 18 |
| Equipo                    |   |   |   |   |   |   |   |   |   |    |    |    |    |    |    |    |    |    |
| ------------------------- | - | - | - | - | - | - | - | - | - | -- | -- | -- | -- | -- | -- | -- | -- | -- |
| Grupo A                   |   |   |   |   |   |   |   |   |   |    |    |    |    |    |    |    |    |    |
| Municipal Liberia         | 1 | 1 | 1 | 1 | 1 | 1 | 1 | 1 | 2 | 1  | 1  | 1  | 3  | 2  | 2  | 1  | 1  | 1  |
| Puntarenas F. C.          | 8 | 7 | 7 | 3 | 3 | 3 | 3 | 3 | 3 | 3  | 2  | 2  | 1  | 3  | 3  | 2  | 2  | 2  |
| A. D. Carmelita           | 3 | 2 | 2 | 2 | 2 | 2 | 2 | 2 | 1 | 2  | 3  | 3  | 2  | 1  | 1  | 3  | 3  | 3  |
| San José F. C.            | 5 | 8 | 8 | 4 | 7 | 7 | 6 | 4 | 6 | 6  | 5  | 5  | 4  | 4  | 4  | 4  | 4  | 4  |
| Escorpiones de Belén      | 6 | 3 | 3 | 6 | 5 | 5 | 5 | 5 | 4 | 4  | 6  | 6  | 6  | 6  | 6  | 5  | 5  | 5  |
| Marineros de Puntarenas   | 2 | 5 | 5 | 5 | 4 | 4 | 4 | 6 | 5 | 5  | 4  | 4  | 5  | 5  | 5  | 6  | 6  | 6  |
| A. D. COFUTPA             | 4 | 4 | 4 | 7 | 8 | 8 | 8 | 8 | 8 | 7  | 7  | 7  | 7  | 7  | 7  | 7  | 7  | 7  |
| Municipal Garabito        | 7 | 6 | 6 | 8 | 6 | 6 | 7 | 7 | 7 | 8  | 8  | 8  | 8  | 8  | 8  | 8  | 8  | 8  |
| Grupo B                   |   |   |   |   |   |   |   |   |   |    |    |    |    |    |    |    |    |    |
| A. D. C. Barrio México    | 1 | 1 |   |   |   |   |   |   |   |    |    |    |    |    |    |    |    |    |
| Aserrí F. C.              | 2 | 2 |   |   |   |   |   |   |   |    |    |    |    |    |    |    |    |    |
| C. S. Uruguay de Coronado | 5 | 3 |   |   |   |   |   |   |   |    |    |    |    |    |    |    |    |    |
| Municipal Santa Ana       | 7 | 4 |   |   |   |   |   |   |   |    |    |    |    |    |    |    |    |    |
| Municipal Turrialba       | 4 | 5 |   |   |   |   |   |   |   |    |    |    |    |    |    |    |    |    |
| A. D. Cariari             | 3 | 6 |   |   |   |   |   |   |   |    |    |    |    |    |    |    |    |    |
| Fútbol Consultants        | 6 | 7 |   |   |   |   |   |   |   |    |    |    |    |    |    |    |    |    |
| Puerto Golfito F. C.      | 8 | 8 |   |   |   |   |   |   |   |    |    |    |    |    |    |    |    |    |
| Limón F. C.               | 9 | 9 | 9 | 9 | 9 | 9 | 9 | 9 | 9 | 9  | 9  | 9  | 9  | 9  | 9  | 9  | 9  | 9  |

## Fase final

### Cuadro de desarrollo
|  | Cuartos de final                                     | Cuartos de final                                     | Cuartos de final                                     | Cuartos de final                                     | Cuartos de final                                     |   |    | Semifinales                            | Semifinales                            | Semifinales                            | Semifinales                            | Semifinales                            |  |    | Final                                | Final                                | Final                                | Final                                | Final                                |  |
|  | 17 y 19 de abril (ida) 23, 24 y 25 de abril (vuelta) | 17 y 19 de abril (ida) 23, 24 y 25 de abril (vuelta) | 17 y 19 de abril (ida) 23, 24 y 25 de abril (vuelta) | 17 y 19 de abril (ida) 23, 24 y 25 de abril (vuelta) | 17 y 19 de abril (ida) 23, 24 y 25 de abril (vuelta) |   |    | 1 de mayo (ida) 7 y 8 de mayo (vuelta) | 1 de mayo (ida) 7 y 8 de mayo (vuelta) | 1 de mayo (ida) 7 y 8 de mayo (vuelta) | 1 de mayo (ida) 7 y 8 de mayo (vuelta) | 1 de mayo (ida) 7 y 8 de mayo (vuelta) |  |    | 14 de mayo (ida) 22 de mayo (vuelta) | 14 de mayo (ida) 22 de mayo (vuelta) | 14 de mayo (ida) 22 de mayo (vuelta) | 14 de mayo (ida) 22 de mayo (vuelta) | 14 de mayo (ida) 22 de mayo (vuelta) |  |
|  |                                                      |                                                      |                                                      |                                                      |                                                      |   |    |                                        |                                        |                                        |                                        |                                        |  |    |                                      |                                      |                                      |                                      |                                      |  |
|  |                                                      |                                                      |                                                      |                                                      |                                                      |   |    |                                        |                                        |                                        |                                        |                                        |  |    |                                      |                                      |                                      |                                      |                                      |  |
|  | 1°A                                                  | Municipal Liberia                                    | 1                                                    | 2                                                    | 3 (5)                                                |   |    |                                        |                                        |                                        |                                        |                                        |  |    |                                      |                                      |                                      |                                      |                                      |  |
|  | 1°A                                                  | Municipal Liberia                                    | 1                                                    | 2                                                    | 3 (5)                                                |   |    |                                        |                                        |                                        |                                        |                                        |  |    |                                      |                                      |                                      |                                      |                                      |  |
|  | 4°B                                                  | Fútbol Consultants                                   | 2                                                    | 1                                                    | 3 (4)                                                |   |    |                                        |                                        |                                        |                                        |                                        |  |    |                                      |                                      |                                      |                                      |                                      |  |
|  | 4°B                                                  | Fútbol Consultants                                   | 2                                                    | 1                                                    | 3 (4)                                                |   | C1 | Municipal Liberia                      | 2                                      | 0                                      | 2                                      |                                        |  |    |                                      |                                      |                                      |                                      |                                      |  |
|  |                                                      |                                                      |                                                      |                                                      |                                                      |   | C1 | Municipal Liberia                      | 2                                      | 0                                      | 2                                      |                                        |  |    |                                      |                                      |                                      |                                      |                                      |  |
|  |                                                      |                                                      | C3                                                   | A. D. Carmelita                                      | 2                                                    | 2 | 4  |                                        |                                        |                                        |                                        |                                        |  |    |                                      |                                      |                                      |                                      |                                      |  |
|  | 2°B                                                  | Aserrí F. C.                                         | C3                                                   | A. D. Carmelita                                      | 2                                                    | 2 | 4  | 0                                      | 2                                      | 2                                      |                                        |                                        |  |    |                                      |                                      |                                      |                                      |                                      |  |
|  | 2°B                                                  | Aserrí F. C.                                         |                                                      |                                                      |                                                      |   |    |                                        |                                        | 2                                      |                                        |                                        |  |    |                                      |                                      |                                      |                                      |                                      |  |
|  | 3°A                                                  | A. D. Carmelita                                      | 1                                                    | 3                                                    | 4                                                    |   |    |                                        |                                        |                                        |                                        |                                        |  |    |                                      |                                      |                                      |                                      |                                      |  |
|  | 3°A                                                  | A. D. Carmelita                                      | 1                                                    | 3                                                    | 4                                                    |   |    |                                        |                                        |                                        |                                        |                                        |  | F1 | Puntarenas F. C.                     | 1                                    | 2                                    | 3                                    |                                      |  |
|  |                                                      |                                                      |                                                      |                                                      |                                                      |   |    |                                        |                                        |                                        |                                        |                                        |  | F1 | Puntarenas F. C.                     | 1                                    | 2                                    | 3                                    |                                      |  |
|  |                                                      |                                                      | F2                                                   | A. D. Carmelita                                      | 0                                                    | 0 | 0  |                                        |                                        |                                        |                                        |                                        |  |    |                                      |                                      |                                      |                                      |                                      |  |
|  | 2°A                                                  | Puntarenas F. C.                                     | F2                                                   | A. D. Carmelita                                      | 0                                                    | 0 | 0  | 3                                      | 6                                      | 9                                      |                                        |                                        |  |    |                                      |                                      |                                      |                                      |                                      |  |
|  | 2°A                                                  | Puntarenas F. C.                                     |                                                      |                                                      |                                                      |   |    |                                        |                                        | 9                                      |                                        |                                        |  |    |                                      |                                      |                                      |                                      |                                      |  |
|  | 3°B                                                  | C. S. Uruguay                                        | 1                                                    | 2                                                    | 3                                                    |   |    |                                        |                                        |                                        |                                        |                                        |  |    |                                      |                                      |                                      |                                      |                                      |  |
|  | 3°B                                                  | C. S. Uruguay                                        | 1                                                    | 2                                                    | 3                                                    |   | C2 | Puntarenas F. C.                       | 2                                      | 5                                      | 7                                      |                                        |  |    |                                      |                                      |                                      |                                      |                                      |  |
|  |                                                      |                                                      |                                                      |                                                      |                                                      |   | C2 | Puntarenas F. C.                       | 2                                      | 5                                      | 7                                      |                                        |  |    |                                      |                                      |                                      |                                      |                                      |  |
|  |                                                      |                                                      | C4                                                   | Municipal Santa Ana                                  | 1                                                    | 0 | 1  |                                        |                                        |                                        |                                        |                                        |  |    |                                      |                                      |                                      |                                      |                                      |  |
|  | 1°B                                                  | Municipal Santa Ana                                  | C4                                                   | Municipal Santa Ana                                  | 1                                                    | 0 | 1  | 4                                      | 3                                      | 7                                      |                                        |                                        |  |    |                                      |                                      |                                      |                                      |                                      |  |
|  | 1°B                                                  | Municipal Santa Ana                                  |                                                      |                                                      |                                                      |   |    |                                        |                                        | 7                                      |                                        |                                        |  |    |                                      |                                      |                                      |                                      |                                      |  |
|  | 4°A                                                  | San José F. C.                                       | 0                                                    | 3                                                    | 3                                                    |   |    |                                        |                                        |                                        |                                        |                                        |  |    |                                      |                                      |                                      |                                      |                                      |  |
|  | 4°A                                                  | San José F. C.                                       | 0                                                    | 3                                                    | 3                                                    |   |    |                                        |                                        |                                        |                                        |                                        |  |    |                                      |                                      |                                      |                                      |                                      |  |
|  |                                                      |                                                      |                                                      |                                                      |                                                      |   |    |                                        |                                        |                                        |                                        |                                        |  |    |                                      |                                      |                                      |                                      |                                      |  |

### Cuartos de final

#### Liberia vs. Fútbol Consultants
| 20 de abril de 2022, 20:00 | Fútbol Consultants    | 2:1 (0:1) | Municipal Liberia | "Cuty" Monge, Desamparados, San José      |                                           |
|                            | Muñoz 56' · Rivas 90' |           | Jara 28'          | Asistencia: 3000 espectadores Árbitro(s): | Asistencia: 3000 espectadores Árbitro(s): |

| 24 de abril de 2022, 11:00 | Municipal Liberia                 | 2:1 (1:0) (t. s.)(5:4 p.)(Global 3:3) | Fútbol Consultants | Edgardo Baltodano, Liberia, Guanacaste    |                                           |
|                            | Solórzano 25' (pen.) · Calvo 107' |                                       | Martínez 98'       | Asistencia: 4000 espectadores Árbitro(s): | Asistencia: 4000 espectadores Árbitro(s): |

#### Puntarenas FC vs. CS Uruguay
| 17 de abril de 2022, 15:00 | C. S. Uruguay | 1:3 (0:2) | Puntarenas F. C.                     | El Labrador, Coronado, San José           |                                           |
|                            | Montero 90+4' |           | Gómez 14' · Gibbons 38' · Quirós 83' | Asistencia: 4000 espectadores Árbitro(s): | Asistencia: 4000 espectadores Árbitro(s): |

| 23 de abril de 2022, 19:00 | Puntarenas F. C.                             | 6:2 (2:2) (Global 9:3) | C. S. Uruguay  | "Lito" Pérez, Puntarenas                  |                                           |
|                            | Quirós 30', 36', 62', 64', 70' · Gibbons 82' |                        | Borbón 2', 32' | Asistencia: 5000 espectadores Árbitro(s): | Asistencia: 5000 espectadores Árbitro(s): |

#### Santa Ana vs. San José F.C.
| 17 de abril de 2022, 15:00 | San José F. C. | 0:4 (0:1) | Municipal Santa Ana                                   | Ernesto Rohrmoser, Pavas, San José       |                                          |
|                            |                |           | Chaves 3' · Jiménez 48' · Escalante 83' · Rojas 90+4' | Asistencia: 700 espectadores Árbitro(s): | Asistencia: 700 espectadores Árbitro(s): |

| 23 de abril de 2022, 15:00 | Municipal Santa Ana        | 3:3 (1:3) (Global 7:3) | San José F. C.                     | Estadio Municipal de Piedades, Santa Ana, San José |                                           |
|                            | Oviedo 26', 72' · Vega 90' |                        | Balmaceda 8' · Villalobos 16', 28' | Asistencia: 2000 espectadores Árbitro(s):          | Asistencia: 2000 espectadores Árbitro(s): |

#### Aserrí F.C. vs. A.D Carmelita
| 19 de abril de 2022, 15:00 | A. D. Carmelita | 1:0 (0:0) | Aserrí F. C. | Rafael Bolaños, Alajuela                 |                                          |
|                            | Jiménez 64'     |           |              | Asistencia: Sin espectadores Árbitro(s): | Asistencia: Sin espectadores Árbitro(s): |

| 25 de abril de 2022, 19:00 | Aserrí F. C.            | 2:3 (2:1) (t. s.)(Global 2:4) | A. D. Carmelita                                | "Cuty" Monge, Desamparados, San José                       |                                                            |
|                            | Camareno 9' · Scott 25' |                               | Jiménez 45+3' · Cabezas 93' · Valderramos 103' | Asistencia: 1200 espectadores Árbitro(s): Marianella Araya | Asistencia: 1200 espectadores Árbitro(s): Marianella Araya |

### Semifinales

#### Semifinal 1
| 1 de mayo de 2022, 15:00 | A. D. Carmelita               | 2:2 (0:0) | Municipal Liberia     | Rafael Bolaños, Alajuela                  |                                           |
|                          | Jiménez 49' · Valderramos 65' |           | Mora 47' · Zúñiga 90' | Asistencia: 2000 espectadores Árbitro(s): | Asistencia: 2000 espectadores Árbitro(s): |

| 8 de mayo de 2022, 11:00 | Municipal Liberia | 0:2 (0:2) (Global 2:4) | A. D. Carmelita             | Edgardo Baltodano, Liberia, Guanacaste                      |                                                             |
|                          |                   |                        | Bravo 25' · Valderramos 35' | Asistencia: 5000 espectadores Árbitro(s): Rigoberto Prendas | Asistencia: 5000 espectadores Árbitro(s): Rigoberto Prendas |

#### Semifinal 2
| 01 de mayo de 2022, 12:00 | Puntarenas F. C.           | 2:1 (2:0) | Municipal Santa Ana | "Lito" Pérez, Puntarenas                  |                                           |
|                           | Hernández 21' · Vega 33' · |           | Jiménez 75'         | Asistencia: 5000 espectadores Árbitro(s): | Asistencia: 5000 espectadores Árbitro(s): |

| 7 de mayo de 2022, 20:00 | Municipal Santa Ana | 0:5 (0:3) (Global 1:7) | Puntarenas F. C.                                       | Estadio Municipal de Piedades, Santa Ana, San José |                                           |
|                          |                     |                        | Gordon 1' · Sancho 29' · Williams 41' · Vidal 70', 75' | Asistencia: 2000 espectadores Árbitro(s):          | Asistencia: 2000 espectadores Árbitro(s): |

### Final

#### Final Clausura
| 14 de mayo de 2022, 19:00 | Puntarenas F. C. | 1:0 (0:0) | A. D. Carmelita | "Lito" Pérez, Puntarenas                                 |                                                          |
|                           | Williams 69'     |           |                 | Asistencia: 3650 espectadores Árbitro(s): Carlos Salazar | Asistencia: 3650 espectadores Árbitro(s): Carlos Salazar |

| 22 de mayo de 2022, 15:00 | A. D. Carmelita | 0:2 (0:1) (Global 0:3) | Puntarenas F. C.               | Rafael Bolaños, Alajuela                                |                                                         |
|                           |                 |                        | 18' (pen.) Garita · Gordon 79' | Asistencia: 2.500 espectadores Árbitro(s): Rigo Prendas | Asistencia: 2.500 espectadores Árbitro(s): Rigo Prendas |

#### Final - ida
| 99    | POR   | Guido Jiménez      |       |
| 15    | DEF   | Krisler Villalobos |       |
| 18    | DEF   | Jemarck Hernández  |       |
| 25    | DEF   | Kliver Gómez       |       |
| 19    | DEF   | Kevin Sancho       |       |
| 70    | MED   | Rodrigo Garita     | 79'   |
| 10    | MED   | Yoserth Hernández  | 79'   |
| 21    | MED   | Johnny Gordon      |       |
| 12    | MED   | Asdrúbal Gibbons   |       |
| 20    | DEL   | Steven Williams    | 90+3' |
| 11    | DEL   | Anthony Hernández  | 50'   |
| D. T. | D. T. | Horacio Esquivel   |       |

| 1     | POR   | Patrick Pemberton |     |
| 55    | DEF   | Rafael Núñez      |     |
| 22    | DEF   | Endrick Alvarado  |     |
| 77    | DEF   | Javier Camareno   |     |
| 16    | DEF   | Jaime Valderramos |     |
| 17    | MED   | Kevin Cabezas     |     |
| 7     | MED   | Michael Arias     |     |
| 19    | MED   | Jake Beckford     |     |
| 15    | MED   | Ignacio Quesada   |     |
| 29    | DEL   | Emerson Bravo     |     |
| 11    | DEL   | Bryan Jiménez     | 68' |
| D. T. | D. T. | Vinicio Alvarado  |     |

| 29 | DEL | Randy Vega     | 50'   |
| 8  | MED | Víctor Pérez   | 79'   |
| 13 | MED | Greivin Méndez | 79'   |
| 88 | DEL | Raúl Vidal     | 90+3' |

| 10 | MED | Berny Solórzano | 68' |

| 69' | Steven Williams | 1:0 |

| 18' · | Johnny Gordon |

| 18' · 48' · 59' · | Endrick Alvarado Kevin Cabezas Javier Camareno |

| 75' · | Javier Camareno |

| Principal  | Carlos Salazar   |
| Asistentes | Fabián Baltodano |
|            | Marvin Espinales |
| Cuarto     | Roy Monge        |

| 99    | POR   | Guido Jiménez      |       |
| 15    | DEF   | Krisler Villalobos |       |
| 18    | DEF   | Jemarck Hernández  |       |
| 25    | DEF   | Kliver Gómez       |       |
| 19    | DEF   | Kevin Sancho       |       |
| 70    | MED   | Rodrigo Garita     | 79'   |
| 10    | MED   | Yoserth Hernández  | 79'   |
| 21    | MED   | Johnny Gordon      |       |
| 12    | MED   | Asdrúbal Gibbons   |       |
| 20    | DEL   | Steven Williams    | 90+3' |
| 11    | DEL   | Anthony Hernández  | 50'   |
| D. T. | D. T. | Horacio Esquivel   |       |

| 1     | POR   | Patrick Pemberton |     |
| 55    | DEF   | Rafael Núñez      |     |
| 22    | DEF   | Endrick Alvarado  |     |
| 77    | DEF   | Javier Camareno   |     |
| 16    | DEF   | Jaime Valderramos |     |
| 17    | MED   | Kevin Cabezas     |     |
| 7     | MED   | Michael Arias     |     |
| 19    | MED   | Jake Beckford     |     |
| 15    | MED   | Ignacio Quesada   |     |
| 29    | DEL   | Emerson Bravo     |     |
| 11    | DEL   | Bryan Jiménez     | 68' |
| D. T. | D. T. | Vinicio Alvarado  |     |

| 29 | DEL | Randy Vega     | 50'   |
| 8  | MED | Víctor Pérez   | 79'   |
| 13 | MED | Greivin Méndez | 79'   |
| 88 | DEL | Raúl Vidal     | 90+3' |

| 10 | MED | Berny Solórzano | 68' |

| 69' | Steven Williams | 1:0 |

| 18' · | Johnny Gordon |

| 18' · 48' · 59' · | Endrick Alvarado Kevin Cabezas Javier Camareno |

| 75' · | Javier Camareno |

| Principal  | Carlos Salazar   |
| Asistentes | Fabián Baltodano |
|            | Marvin Espinales |
| Cuarto     | Roy Monge        |

| 99    | POR   | Guido Jiménez      |       |
| 15    | DEF   | Krisler Villalobos |       |
| 18    | DEF   | Jemarck Hernández  |       |
| 25    | DEF   | Kliver Gómez       |       |
| 19    | DEF   | Kevin Sancho       |       |
| 70    | MED   | Rodrigo Garita     | 79'   |
| 10    | MED   | Yoserth Hernández  | 79'   |
| 21    | MED   | Johnny Gordon      |       |
| 12    | MED   | Asdrúbal Gibbons   |       |
| 20    | DEL   | Steven Williams    | 90+3' |
| 11    | DEL   | Anthony Hernández  | 50'   |
| D. T. | D. T. | Horacio Esquivel   |       |

| 1     | POR   | Patrick Pemberton |     |
| 55    | DEF   | Rafael Núñez      |     |
| 22    | DEF   | Endrick Alvarado  |     |
| 77    | DEF   | Javier Camareno   |     |
| 16    | DEF   | Jaime Valderramos |     |
| 17    | MED   | Kevin Cabezas     |     |
| 7     | MED   | Michael Arias     |     |
| 19    | MED   | Jake Beckford     |     |
| 15    | MED   | Ignacio Quesada   |     |
| 29    | DEL   | Emerson Bravo     |     |
| 11    | DEL   | Bryan Jiménez     | 68' |
| D. T. | D. T. | Vinicio Alvarado  |     |

| 29 | DEL | Randy Vega     | 50'   |
| 8  | MED | Víctor Pérez   | 79'   |
| 13 | MED | Greivin Méndez | 79'   |
| 88 | DEL | Raúl Vidal     | 90+3' |

| 10 | MED | Berny Solórzano | 68' |

| 69' | Steven Williams | 1:0 |

| 18' · | Johnny Gordon |

| 18' · 48' · 59' · | Endrick Alvarado Kevin Cabezas Javier Camareno |

| 75' · | Javier Camareno |

| Principal  | Carlos Salazar   |
| Asistentes | Fabián Baltodano |
|            | Marvin Espinales |
| Cuarto     | Roy Monge        |

| 99    | POR   | Guido Jiménez      |       |
| 15    | DEF   | Krisler Villalobos |       |
| 18    | DEF   | Jemarck Hernández  |       |
| 25    | DEF   | Kliver Gómez       |       |
| 19    | DEF   | Kevin Sancho       |       |
| 70    | MED   | Rodrigo Garita     | 79'   |
| 10    | MED   | Yoserth Hernández  | 79'   |
| 21    | MED   | Johnny Gordon      |       |
| 12    | MED   | Asdrúbal Gibbons   |       |
| 20    | DEL   | Steven Williams    | 90+3' |
| 11    | DEL   | Anthony Hernández  | 50'   |
| D. T. | D. T. | Horacio Esquivel   |       |

| 1     | POR   | Patrick Pemberton |     |
| 55    | DEF   | Rafael Núñez      |     |
| 22    | DEF   | Endrick Alvarado  |     |
| 77    | DEF   | Javier Camareno   |     |
| 16    | DEF   | Jaime Valderramos |     |
| 17    | MED   | Kevin Cabezas     |     |
| 7     | MED   | Michael Arias     |     |
| 19    | MED   | Jake Beckford     |     |
| 15    | MED   | Ignacio Quesada   |     |
| 29    | DEL   | Emerson Bravo     |     |
| 11    | DEL   | Bryan Jiménez     | 68' |
| D. T. | D. T. | Vinicio Alvarado  |     |

| 29 | DEL | Randy Vega     | 50'   |
| 8  | MED | Víctor Pérez   | 79'   |
| 13 | MED | Greivin Méndez | 79'   |
| 88 | DEL | Raúl Vidal     | 90+3' |

| 10 | MED | Berny Solórzano | 68' |

| 69' | Steven Williams | 1:0 |

| 18' · | Johnny Gordon |

| 18' · 48' · 59' · | Endrick Alvarado Kevin Cabezas Javier Camareno |

| 75' · | Javier Camareno |

| Principal  | Carlos Salazar   |
| Asistentes | Fabián Baltodano |
|            | Marvin Espinales |
| Cuarto     | Roy Monge        |

#### Final - vuelta
| 1     | POR   | Patrick Pemberton |     |
| 55    | DEF   | Rafael Núñez      |     |
| 19    | DEF   | Jake Beckford     |     |
| 22    | DEF   | Endrick Alvarado  |     |
| 14    | DEF   | Berny Segura      | 45' |
| 15    | MED   | Ignacio Quesada   |     |
| 7     | MED   | Michael Arias     |     |
| 17    | MED   | Kevin Cabezas     |     |
| 16    | MED   | Jaime Valderramos |     |
| 29    | DEL   | Emerson Bravo     | 82' |
| 11    | DEL   | Bryan Jiménez     | 45' |
| D. T. | D. T. | Vinicio Alvarado  |     |

| 99    | POR   | Guido Jiménez      |     |
| 15    | DEF   | Krisler Villalobos |     |
| 12    | DEF   | Asdrúbal Gibbons   |     |
| 18    | DEF   | Jemarck Hernández  |     |
| 70    | DEF   | Rodrigo Garita     | 82' |
| 21    | MED   | Johnny Gordon      |     |
| 19    | MED   | Kevin Sancho       |     |
| 25    | MED   | Kliver Gómez       |     |
| 10    | MED   | Yoserth Hernández  | 60' |
| 20    | DEL   | Steven Williams    | 82' |
| 29    | DEL   | Randy Vega         | 55' |
| D. T. | D. T. | Horacio Esquivel   |     |

| 10 | DEL | Berny Solórzano | 45' |
| 9  | MED | José Alvarado   | 45' |
| 20 | DEF | Carlos Umaña    | 82' |

| 8  | MED | Víctor Pérez   | 60' |
| 88 | DEL | Raúl Vidal     | 55' |
| 13 | DEL | Greivin Méndez | 82' |
| 9  | DEL | Daniel Quirós  | 82' |

| 18' (pen.) · 78' | Rodrigo Garita Johnny Gordon | 0:1 0:2 |

| 21' | Michael Arias |

| 21' · 21' · 35' · 40' · 45+2' · 76' | Asdrúbal Gibbons Steven Williams Krisler Villalobos Yoserth Hernández Guido Jiménez Raúl Vidal |

| Principal  | Rigo Prendas  |
| Asistentes | Josué Mejías  |
|            | Felix Quesada |
| Cuarto     | Raúl Eduarte  |

| 1     | POR   | Patrick Pemberton |     |
| 55    | DEF   | Rafael Núñez      |     |
| 19    | DEF   | Jake Beckford     |     |
| 22    | DEF   | Endrick Alvarado  |     |
| 14    | DEF   | Berny Segura      | 45' |
| 15    | MED   | Ignacio Quesada   |     |
| 7     | MED   | Michael Arias     |     |
| 17    | MED   | Kevin Cabezas     |     |
| 16    | MED   | Jaime Valderramos |     |
| 29    | DEL   | Emerson Bravo     | 82' |
| 11    | DEL   | Bryan Jiménez     | 45' |
| D. T. | D. T. | Vinicio Alvarado  |     |

| 99    | POR   | Guido Jiménez      |     |
| 15    | DEF   | Krisler Villalobos |     |
| 12    | DEF   | Asdrúbal Gibbons   |     |
| 18    | DEF   | Jemarck Hernández  |     |
| 70    | DEF   | Rodrigo Garita     | 82' |
| 21    | MED   | Johnny Gordon      |     |
| 19    | MED   | Kevin Sancho       |     |
| 25    | MED   | Kliver Gómez       |     |
| 10    | MED   | Yoserth Hernández  | 60' |
| 20    | DEL   | Steven Williams    | 82' |
| 29    | DEL   | Randy Vega         | 55' |
| D. T. | D. T. | Horacio Esquivel   |     |

| 10 | DEL | Berny Solórzano | 45' |
| 9  | MED | José Alvarado   | 45' |
| 20 | DEF | Carlos Umaña    | 82' |

| 8  | MED | Víctor Pérez   | 60' |
| 88 | DEL | Raúl Vidal     | 55' |
| 13 | DEL | Greivin Méndez | 82' |
| 9  | DEL | Daniel Quirós  | 82' |

| 18' (pen.) · 78' | Rodrigo Garita Johnny Gordon | 0:1 0:2 |

| 21' | Michael Arias |

| 21' · 21' · 35' · 40' · 45+2' · 76' | Asdrúbal Gibbons Steven Williams Krisler Villalobos Yoserth Hernández Guido Jiménez Raúl Vidal |

| Principal  | Rigo Prendas  |
| Asistentes | Josué Mejías  |
|            | Felix Quesada |
| Cuarto     | Raúl Eduarte  |

| 1     | POR   | Patrick Pemberton |     |
| 55    | DEF   | Rafael Núñez      |     |
| 19    | DEF   | Jake Beckford     |     |
| 22    | DEF   | Endrick Alvarado  |     |
| 14    | DEF   | Berny Segura      | 45' |
| 15    | MED   | Ignacio Quesada   |     |
| 7     | MED   | Michael Arias     |     |
| 17    | MED   | Kevin Cabezas     |     |
| 16    | MED   | Jaime Valderramos |     |
| 29    | DEL   | Emerson Bravo     | 82' |
| 11    | DEL   | Bryan Jiménez     | 45' |
| D. T. | D. T. | Vinicio Alvarado  |     |

| 99    | POR   | Guido Jiménez      |     |
| 15    | DEF   | Krisler Villalobos |     |
| 12    | DEF   | Asdrúbal Gibbons   |     |
| 18    | DEF   | Jemarck Hernández  |     |
| 70    | DEF   | Rodrigo Garita     | 82' |
| 21    | MED   | Johnny Gordon      |     |
| 19    | MED   | Kevin Sancho       |     |
| 25    | MED   | Kliver Gómez       |     |
| 10    | MED   | Yoserth Hernández  | 60' |
| 20    | DEL   | Steven Williams    | 82' |
| 29    | DEL   | Randy Vega         | 55' |
| D. T. | D. T. | Horacio Esquivel   |     |

| 10 | DEL | Berny Solórzano | 45' |
| 9  | MED | José Alvarado   | 45' |
| 20 | DEF | Carlos Umaña    | 82' |

| 8  | MED | Víctor Pérez   | 60' |
| 88 | DEL | Raúl Vidal     | 55' |
| 13 | DEL | Greivin Méndez | 82' |
| 9  | DEL | Daniel Quirós  | 82' |

| 18' (pen.) · 78' | Rodrigo Garita Johnny Gordon | 0:1 0:2 |

| 21' | Michael Arias |

| 21' · 21' · 35' · 40' · 45+2' · 76' | Asdrúbal Gibbons Steven Williams Krisler Villalobos Yoserth Hernández Guido Jiménez Raúl Vidal |

| Principal  | Rigo Prendas  |
| Asistentes | Josué Mejías  |
|            | Felix Quesada |
| Cuarto     | Raúl Eduarte  |

| 1     | POR   | Patrick Pemberton |     |
| 55    | DEF   | Rafael Núñez      |     |
| 19    | DEF   | Jake Beckford     |     |
| 22    | DEF   | Endrick Alvarado  |     |
| 14    | DEF   | Berny Segura      | 45' |
| 15    | MED   | Ignacio Quesada   |     |
| 7     | MED   | Michael Arias     |     |
| 17    | MED   | Kevin Cabezas     |     |
| 16    | MED   | Jaime Valderramos |     |
| 29    | DEL   | Emerson Bravo     | 82' |
| 11    | DEL   | Bryan Jiménez     | 45' |
| D. T. | D. T. | Vinicio Alvarado  |     |

| 99    | POR   | Guido Jiménez      |     |
| 15    | DEF   | Krisler Villalobos |     |
| 12    | DEF   | Asdrúbal Gibbons   |     |
| 18    | DEF   | Jemarck Hernández  |     |
| 70    | DEF   | Rodrigo Garita     | 82' |
| 21    | MED   | Johnny Gordon      |     |
| 19    | MED   | Kevin Sancho       |     |
| 25    | MED   | Kliver Gómez       |     |
| 10    | MED   | Yoserth Hernández  | 60' |
| 20    | DEL   | Steven Williams    | 82' |
| 29    | DEL   | Randy Vega         | 55' |
| D. T. | D. T. | Horacio Esquivel   |     |

| 10 | DEL | Berny Solórzano | 45' |
| 9  | MED | José Alvarado   | 45' |
| 20 | DEF | Carlos Umaña    | 82' |

| 8  | MED | Víctor Pérez   | 60' |
| 88 | DEL | Raúl Vidal     | 55' |
| 13 | DEL | Greivin Méndez | 82' |
| 9  | DEL | Daniel Quirós  | 82' |

| 18' (pen.) · 78' | Rodrigo Garita Johnny Gordon | 0:1 0:2 |

| 21' | Michael Arias |

| 21' · 21' · 35' · 40' · 45+2' · 76' | Asdrúbal Gibbons Steven Williams Krisler Villalobos Yoserth Hernández Guido Jiménez Raúl Vidal |

| Principal  | Rigo Prendas  |
| Asistentes | Josué Mejías  |
|            | Felix Quesada |
| Cuarto     | Raúl Eduarte  |

|                                                                    |
| Campeón Segunda División 2021-22 Puntarenas F. C. Primer título 1° |

## Estadísticas

### Máximos goleadores
Lista con los máximos goleadores de la competencia.
Datos actualizados a 23 de enero de 2022 y según página oficial.
| Núm. | Jugador           | Equipo        | Goles |
| ---- | ----------------- | ------------- | ----- |
| 1.º  | Berny Solórzano   | Carmelita     | 2     |
| 1.º  | Jaime Valderramos | Carmelita     | 2     |
| 1.º  | Jonathan Hansen   | Barrio México | 2     |
| 1.º  | Óscar Viales      | Liberia       | 2     |
| 5.º  | Anthony Zúñiga    | Cariari       | 1     |
| 5.º  | Ariel Zapata      | Aserrí        | 1     |
| 5.º  | Cameron Schneider | Consultants   | 1     |
| 5.º  | Carlos Elizondo   | Turrialba     | 1     |
| 5.º  | Édgar Chacón      | San José      | 1     |
| 5.º  | Erick Barahona    | San José      | 1     |
| 5.º  | Esteban Solano    | COFUTPA       | 1     |
| 5.º  | Jason García      | Barrio México | 1     |
| 5.º  | Jorge Muñoz       | Turrialba     | 1     |
| 5.º  | Josué Serrano     | Escorpiones   | 1     |
| 5.º  | Junior Matarrita  | Cariari       | 1     |
| 5.º  | Justin Jiménez    | Santa Ana     | 1     |
| 5.º  | Kevin Díaz        | Turrialba     | 1     |
| 5.º  | Leandro Meis      | Garabito      | 1     |
| 5.º  | Pablo Morera      | Escorpiones   | 1     |
| 5.º  | Steven Cárdenas   | Barrio México | 1     |
| 5.º  | Steven Williams   | Puntarenas    | 1     |

#### Autogoles
A continuación se detallan los autogoles marcados a lo largo de la temporada.
| Fecha       | Jugador           | Autogol | Local         |  | Resultado |         | Visitante | Jornada |
| ----------- | ----------------- | ------- | ------------- |  | --------- | ------- | --------- | ------- |
| 15 de enero | Eduardo Matamoros | 14'     | Barrio México |  | 4 — 0     | Golfito | Visita    | 1       |